# Hurivșciîna, Kiev-Sveatoșîn
Hurivșciîna (în ucraineană Гурівщина) este un sat în comuna Buzova din raionul Kiev-Sveatoșîn, regiunea Kiev, Ucraina.

## Demografie
Componența lingvistică a localității Hurivșciîna
     Ucraineană (96,64%)
     Rusă (3,02%)
     Alte limbi (0,34%)
Conform recensământului din 2001, majoritatea populației localității Hurivșciîna era vorbitoare de ucraineană (96,64%), existând în minoritate și vorbitori de rusă (3,02%).